# Igarapé (kommun)
Igarapé är en kommun i Brasilien.   Den ligger i delstaten Minas Gerais, i den sydöstra delen av landet, 600 km sydost om huvudstaden Brasília. Antalet invånare är 34 879.
Följande samhällen finns i Igarapé:
- Igarapé

I omgivningarna runt Igarapé växer huvudsakligen savannskog. Runt Igarapé är det ganska tätbefolkat, med 58 invånare per kvadratkilometer.